# Лубно
Лубно (пол. Łubno) — село в Польщі, у гміні Динів Ряшівського повіту Підкарпатського воєводства.
Населення — 1247 осіб (2011).

## Розташування
Розташоване  на Закерзонні, у південно-східній частині Польщі, приблизно за 6 км (4 милі) на захід від Динова і за 27 км (17 миль) на південний схід від воєводського центру Ряшева, над Лубенкою — лівою притокою Сяну.

## Історія

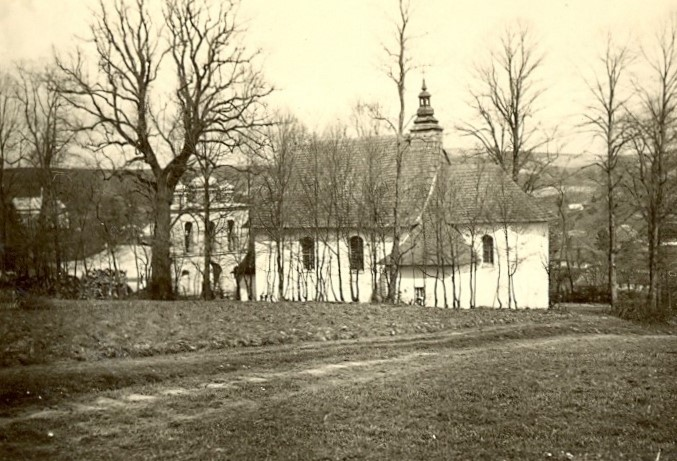
Церква святого Онуфрія, споруджена у 1800 р., зруйнована у 1960-х рр. (фото Петра Копистянського).

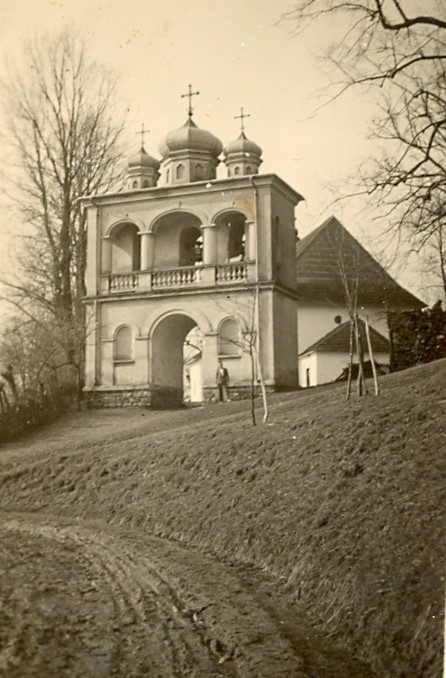
Дзвіниця церкви у Лубно (фото Петра Копистянського).

До 1593 р. в селі вже була церква і священик, коли внаслідок переведення церкви на костел власницею села Катариною Ваповською українське населення зазнало часткової латинізації та полонізації. Церква у Лубно була відібрана у православних і перетворена на костел під іменем Івана Хрестителя.  В 1702 р. греко-католицьким священиком Іваном Бурдашевським була збудована церква Стрітення Господнього. Але в 1703 р. шведське військо спалило церкву і 93 господарства, тобто ціле село. Священик на новому місці збудував дерев'яну церкву св. Параскеви, яка прослужила до 1800 р., коли дідичем Станіславом Третецьким було збудовано нову муровану церкву св. Онуфрія.
У 1882 р. в Лубні було 2042 жителі, з них 1900 у селі (1200 греко-католиків, 675 римо-католиків і 15 юдеїв) та 142 у присілку Казимирівка (28 греко-католиків, 121 римо-католик і 3 юдеї); місцева греко-католицька парафія налічувала 1230 парафіян і включала також села Футома і Блажова; парафія належала до Бірчанського деканату Перемишльської єпархії.
На 1936 р. в селі була парафія, яка об'єднувала 1976 парафіян з 3 сіл, належала до Динівського деканату Апостольської адміністрації Лемківщини, також була читальня «Просвіти». Метричні книги велися від 1784 р. Село належало до Березівського повіту Львівського воєводства.
На 01.01.1939 у селі було 3240 жителів (1860 українців, 1320 поляків і 60 євреїв).
У 1944—1945 рр. поляки грабували і тероризували українців, убили понад 50 осіб і спричинили вимушений виїзд до СРСР.
У 1975-1998 роках село належало до Перемишльського воєводства.

## Відомі люди
- Борець Юрій — булавний УПА, автор спогадів, меценат, продюсер фільму «Залізна сотня».

## Демографія
Демографічна структура станом на 31 березня 2011 року:
|          | Загалом | Допрацездатний вік | Працездатний вік | Постпрацездатний вік |
| -------- | ------- | ------------------ | ---------------- | -------------------- |
| Чоловіки | 649     | 167                | 401              | 81                   |
| Жінки    | 598     | 128                | 316              | 154                  |
| Разом    | 1247    | 295                | 717              | 235                  |